# Grupa „Teraz”
Grupa „Teraz” – polska grupa poetycka istniejąca w latach 70. XX w. związana z Nową Falą.
Grupa „Teraz”, działająca w Krakowie, była najistotniejszą częścią Nowej Fali. Współtworzyli ją autorzy, tacy jak Julian Kornhauser, Adam Zagajewski, Stanisław Stabro, Jerzy Kronhold, Jerzy Piątkowski, Wit Jaworski.
Grupa akcentowała potrzebę ingerencji w życie społeczne, zwrócenia się literatury ku rzeczywistości, mówienia wprost, bez zbędnych metafor, odrzucała poezję nastrojową. Konwencje poetyckie powinny być dostosowane do wymogów epoki. Istotnymi pojęciami w twórczości grupy były nowoczesność i współczesność. Członkowie grupy krytycznie odnosili się do Pokolenia „Współczesności”, zarzucając autorom z nim związanym tworzenie poezji bezpiecznej, uciekającej od trudnej współczesności.
Pod względem językowym grupa zbliżała się do ekspresjonizmu. Zdaniem twórców grupy poezja winna pełnić funkcje perswazyjne i mobilizujące, stąd autorzy chętnie wykorzystywali lirykę apelu, odezwy, tryb rozkazujący. W wierszach istotniejszy okazywał się nie podmiot mówiący, ale adresat.